# Крымский, Константин Леонардович
Константин Леонардович Крымский (род. 28 июня 1962, Дрезден, ГДР) — российский певец и шансонье. Заслуженный артист Республики Крым (2017).

## Биография
Родился 28 июня 1962 года в городе Дрезден, Германия, где служил его отец, потом семья переехала в Крым, а когда Константину исполнилось 6 лет — в Москву. В детстве увлекался спортом, особенно боксом, выступая за общество «Трудовые резервы» на соревновании юниоров РСФСР, становится серебряным призёром. С ранних лет также увлекался историей и музыкой.
Окончил факультет журналистики МГУ, после чего начал сам писать музыкальные композиции.
В 2007 году вышел первый альбом — «Черное и белое» в соавторстве с другом и поэтом Александром Лепейко. В 2008 году в составе группы музыкантов и поэтов подготовил и выпустил второй альбом — «Моя дорога». Весной 2008 года состоялся сольный концерт Крымского в Санкт-Петербурге, а летом — ещё один в Москве, в театре «Оперетта». Помимо этого, 19 июня 2008 года в Кремле проходил концерт «День поминовения», в котором Крымский принимал участие. На этом концерте он был награждён почетной грамотой и знаком президентского отличия.
С этого времени начал выступать с сольными концертами по городам России и бывших советских республик, а также в других странах. В Берлине стал участником известного фестиваля «Шансон по-русски». После завершения фестиваля был признан безусловным «хедлайнером» и назван «открытием года».
Летом 2012 года Крымский со своей программой «Верь и держись» гастролировал по Золотому кольцу России.
Участник многих благотворительных концертов для детей-сирот, для матерей, чьи сыновья погибли, выполняя свой воинский долг. Считает благотворительность главным направлением своей творческой дороги.
После Гранд-фестиваля во Франции, посвященном памяти знакового композитора прошлого века Поля Мориа, где Крымский был единственным приглашенным певцом из России, французы стали называть Крымского «русским шансонье» и «русским Азнавуром».
Помимо этого сотрудничает с кинематографом, его «Черный хаммер» и «Красивая жизнь» — заглавные треки в двух уже вышедших фильмах[каких?], в настоящее время продолжает писать песни для кино.